# 拉克菲爾德-威基阿普 (加利福尼亞州)
拉克菲爾德-威基阿普（英語：Larkfield-Wikiup）是位於美國加利福尼亞州索諾馬縣的一個人口普查指定地區。

## 地理
拉克菲爾德-威基阿普的座標為38°24′50″N 122°30′26″W / 38.41389°N 122.50722°W，而該地最高點為海拔高度51米（即167英尺）。

## 人口
根據2010年美國人口普查的數據，拉克菲爾德-威基阿普的面積為13.371平方千米，當中陸地面積為13.371平方千米，而水域面積為0.000平方千米。當地共有人口8884人，而人口密度為每平方千米664人。